# پری ماهی سلطنتی
پری ماهی سلطنتی (نام علمی: Gramma loreto) نام یک گونه از تیره پری‌ماهیان است.این گونه ماهی در آب سنگ های مرجانی منطقه گرمسیری واقع درغرب اقیانوس اطلس زندگی می کند.این گونه در باهاما، برمودا در اعماق ۱و۲۰متری یافت می شود.